# Musée des Archives nationales
Ne doit pas être confondu avec Musée de l'Histoire de France (Versailles) ou Maison de l'Histoire de France.
Le musée des Archives nationales, créé en 1867 aux Archives nationales, expose au public des documents d'archives conservés par l'institution. Il est également connu sous le nom de musée de l'Histoire de France de 1939 à 2006.

## Présentation
Le musée des Archives nationales est situé dans les locaux des Archives nationales, et principalement dans l'hôtel de Soubise.
Il dépend de la direction des publics, département des activités culturelles et éducatives des Archives nationales.
Il présente :
- d'une part, un parcours permanent autour des documents les plus célèbres conservés aux Archives nationales ;
- d'autre part, des expositions temporaires basées sur les fonds des Archives nationales.

## Histoire

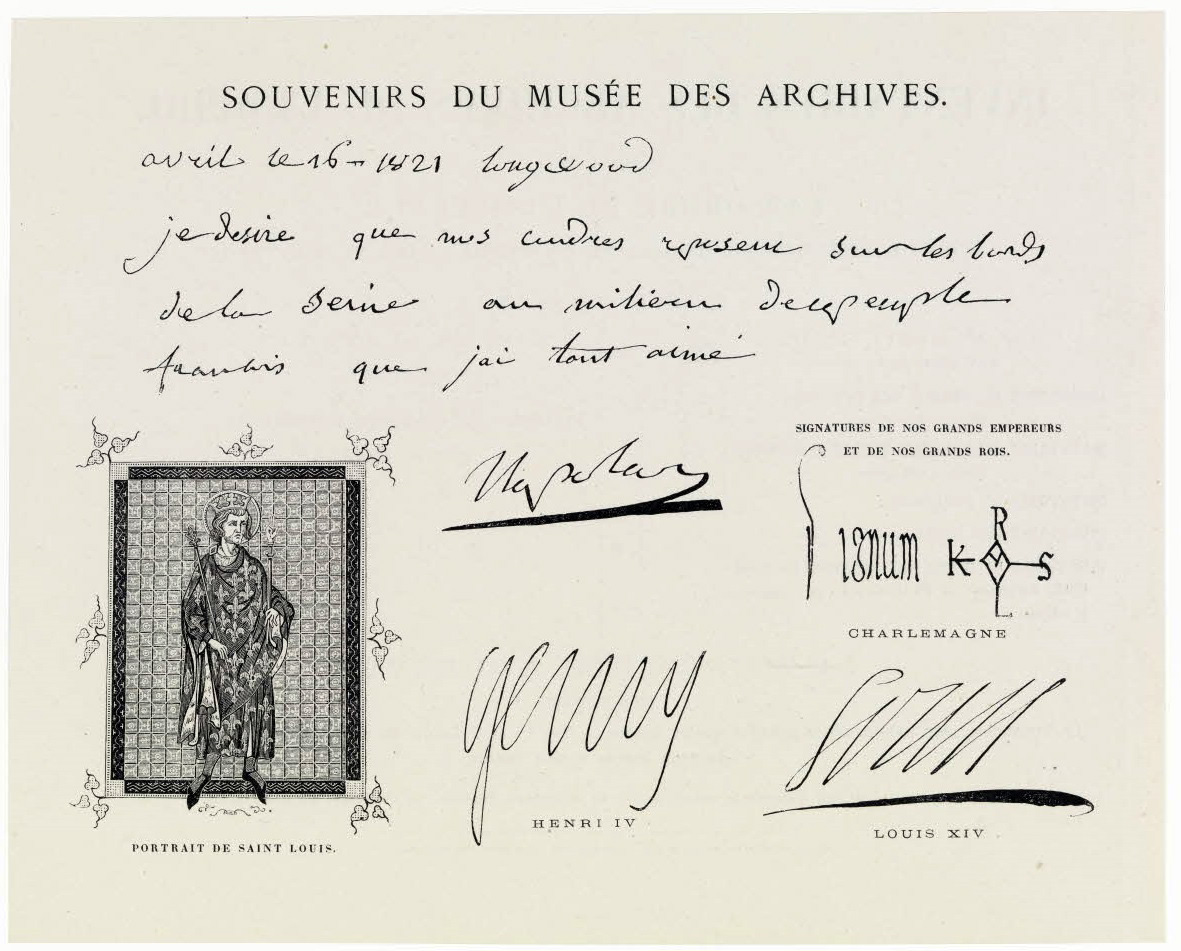
Prospectus de lancement de l’inventaire des collections du musée des Archives diffusé par l’éditeur Plon. Archives nationales.

C'est en 1867 que le comte Léon de Laborde, directeur général des Archives de l'Empire, ouvre un espace destiné à l'exposition d'éléments des collections, baptisé musée des Archives, augmenté d'un espace d'expositions temporaires en 1927.
En 1939, le musée des Archives prend le nom de musée de l'Histoire de France avec l'ajout d'une section consacrée à l'histoire contemporaine. Le nouvel ensemble est inauguré par le ministre de l'Education nationale Jean Zay le 28 juin 1939.
En 2000 est engagée une réflexion autour de la refondation et de l'extension du musée. L'exposition permanente de documents originaux est alors suspendue pour des raisons principalement conservatoires. Dans les années suivantes, les travaux de consolidation de l'hôtel de Rohan, puis les travaux du Caran qui contraignent à accueillir à l'hôtel de Soubise la salle de lecture des Archives nationales, réduisent très sensiblement les activités du musée ; aussi, lorsque, en 2010, le président de la République annonce la création d'une Maison de l'Histoire de France, certains croient que ce projet est destiné à se substituer au musée des Archives . L'équivoque est dissipée en 2011, lorsque le Conseil supérieur des archives, en présence du ministre de la Culture, valide le projet scientifique, éducatif et culturel des Archives nationales , qui précise les orientations et le développement du musée des Archives dans les années à venir ; enfin, l'année suivante, la ministre de la Culture décide l'abandon du projet de la Maison de l'Histoire de France.
Dans les années à venir[Quand ?], le premier étage de l'hôtel de Soubise sera consacré au « parcours permanent » qui présente de grands documents (plusieurs d'entre eux sont d'ores et déjà exposés) ; les expositions temporaires seront alors déployées au rez-de-chaussée du bâtiment Louis-Philippe.
Le musée des Archives nationales a été dirigé successivement par Régine Pernoud (1949), Jean-Pierre Babelon (1957), Martine Dalas-Garrigues (1978), Jean-Daniel Pariset (1983), Luc Forlivési et Ariane James-Sarazin (1999). Son actuel directeur est Pierre Fournié, conservateur général du patrimoine, responsable du département de l'action culturelle et éducative des Archives nationales.
Le manuscrit original de l’Appel du 18 juin du général de Gaulle rejoint le 12 juin 2025, le musée des archives nationales de France.

## Collections du musée
Le musée des Archives nationales ne dispose pas de collections permanentes mais expose des documents des Archives nationales. Certains de ses documents sont dotés d'une double cote et constituent ainsi un florilège de documents emblématiques des Archives nationales (la série AE IV a été supprimée) : 	
- AE I - Documents les plus insignes de l’histoire de France conservés dans l’armoire de fer (constitutions de 1791 à nos jours, testaments des rois, Serment du jeu de paume, etc.);
- AE II - Documents dits français (3 840 numéros, dont les plus anciens documents conservés aux Archives nationales datant de l'époque mérovingienne);
- AE III - Documents dits étrangers (254 numéros, traités internationaux conclus entre la fin du VIIIe siècle et le début du XXe siècle[5]
- AE V - Pièces à conviction des grands procès criminels et objets saisis (450 numéros), provenant des dossiers de police ou de procédure avec lesquels ils étaient conservés. Ensemble très divers allant d’un tableau jésuite, saisi en 1762 dans une église du Puy-de-Dôme, à une paire de lunettes de Landru, en passant par la machine infernale de Fieschi, de la fausse monnaie ou des brochures et objets séditieux)
- AE VI - Objets historiques (tableaux, sculptures, gravures, dessins, objets d’art, médailles, monnaies, clefs (principalement celles des villes prises par les armées de la République), étalons des poids et mesure, etc.

Les documents les plus remarquables des Archives nationales sont consultables en ligne depuis la base de données Archim. Des documents sont également consultables sur Wikimedia Commons.